# Kherbet Eljoz
Kherbet Eljoz (tiếng Ả Rập: خربة الجوز) là một ngôi làng Syria nằm ở Bidama Nahiyah thuộc huyện Jisr al-Shughur, Idlib. Theo Cục Thống kê Trung ương Syria (CBS), Kherbet Eljoz có dân số 1644 trong cuộc điều tra dân số năm 2004.